# آبشار گراند کاسکید
آبشار گراند کاسکید (به انگلیسی: Grand Cascade (Hamilton, Ontario)) آبشاری است که در همیلتون (انتاریو)، کانادا واقع شده و ارتفاع کلی ریزشگاه آن ۱۲ متر است.